# A Future Without a Past...
Albums de Leaders of the New School
T.I.M.E.
(1993)
Singles
1. Case of the P.T.A.
Sortie : 13 février 1991
2. Sobb Story
Sortie : 19 juin 1991
3. The International Zone Coaster
Sortie : 24 octobre 1991

A Future Without a Past... est le premier album studio des Leaders of the New School, sorti le 30 juillet 1991.
L'album s'est classé 1er au Top Heatseekers, 53e au Top R&B/Hip-Hop Albums et 128e au Billboard 200.

## Liste des titres
| No  | Titre                                                                                 | Contient un (des) sample(s) de | Durée |
| --- | ------------------------------------------------------------------------------------- | --- | ----- |
| 1.  | Homeroom                                                                              | | 2:25  |
| 2.  | Case of the P.T.A.                                                                    | The Mighty Quinn (Quinn the Eskimo) de Ramsey Lewis Let a Woman Be a Woman - Let a Man Be a Man de Dyke and the Blazers Let 'Em In des Wings              | 3:42  |
| 3.  | Too Much on My Mind                                                                   | | 4:27  |
| 4.  | What's the Pinocchio's Theory?                                                        | Comin' From All Ends de The New Birth Stick 'Em des Fat Boys                                                                                              | 3:43  |
| 5.  | Just When You Thought It Was Safe...                                                  | | 2:30  |
| 6.  | Lunchroom                                                                             | | 2:10  |
| 7.  | Sound of the Zeekers @#^**?! (featuring Cracker Jacks, Kollie Weed et Rumpletilskinz) | Jeepers Creepers de Louis Armstrong Blind Alley des Emotions Express du B.T. Express Films de Gary Numan Bourgeois Boogie d'Ornette Coleman et Prime Time | 5:16  |
| 8.  | Sobb Story                                                                            | Aces High d'Hugo Montenegro Funky Drummer de James Brown White Lightning (I Mean Moonshine) de James Brown                                                | 4:51  |
| 9.  | Feminine Fatt                                                                         | Occapella de Lee Dorsey | 3:08  |
| 10. | Transformers                                                                          | Different Strokes de Syl Johnson I'm a Man du Spencer Davis Group My Thang de James Brown I Like Funky Music d'Uncle Louie                                | 4:00  |
| 11. | Afterschool                                                                           | | 1:24  |
| 12. | Show Me a Hero                                                                        | | 4:35  |
| 13. | Trains, Planes and Automobiles                                                        | | 4:04  |
| 14. | The International Zone Coaster                                                        | Jeepers Creepers du Dave Brubeck Quartet Cussin', Cryin' and Carryin' On d'Ike and Tina Turner Lowdown de Boz Scaggs                                      | 5:05  |
| 15. | Teachers, Don't Teach Us Nonsense!!                                                   | The Thing to Do de Blue Mitchell There Was a Time du Dee Felice Trio                                                                                      | 4:06  |
| 16. | My Ding-a-Ling                                                                        | My Ding-a-Ling de Chuck Berry Apache de l'Incredible Bongo Band                                                                                           | 3:41  |
| 17. | Where Do We Go From Here?                                                             | Why Can't We Live Together de Timmy Thomas | 6:51  |